# ششك (غناباد)
ششك (بالفارسية: ششک) هي قرية تقع في قسم كاخك الريفي في إيران. يقدر عدد سكانها بـ 19 نسمة بحسب إحصاء 2016.